# José Gabriel Martín Simón
José Gabriel Martín Simón (Granada, 1896 - 1971), escultor español.
Simón como era conocido en los ambientes artísticos de la ciudad, se le puede considerar uno de los últimos representantes de la gran escuela imaginera granadina, que se prolonga durante cuatro siglos hasta la renovación plástica que tiene lugar alrededor de los años 60. 

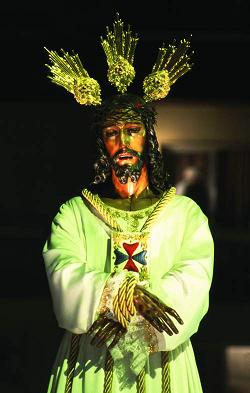
Nuestro Padre Jesús Cautivo, la obra más famosa del escultor granadino.

## Inicios
El escultor granadino inició su formación en el taller de su tío Pablo de Loyzaga, colaborando en la decoración ornamental del actual edificio del gobierno civil de Granada antes de cumplir 20 años de edad. De ahí pasó, como muchos escultores de la época al de Navas Parejo, realizando numerosas obras que, obviamente aparecen firmadas por el titular del taller, como la Virgen de las Tres Avemarías del Convento de los Padres Capuchinos, varios panteones ubicados en el primer patio del cementerio, imágenes y sagrario para los PP. Agustinos, etc. Asimismo, es el principal ejecutor del tabernáculo del altar mayor de la catedral granadina.
Durante esta época esculpe bastantes retratos del natural – que según el, es “la única escuela del arte sincero” – como los de los señores Horques, Vázquez, y el del propio Navas Parejo.

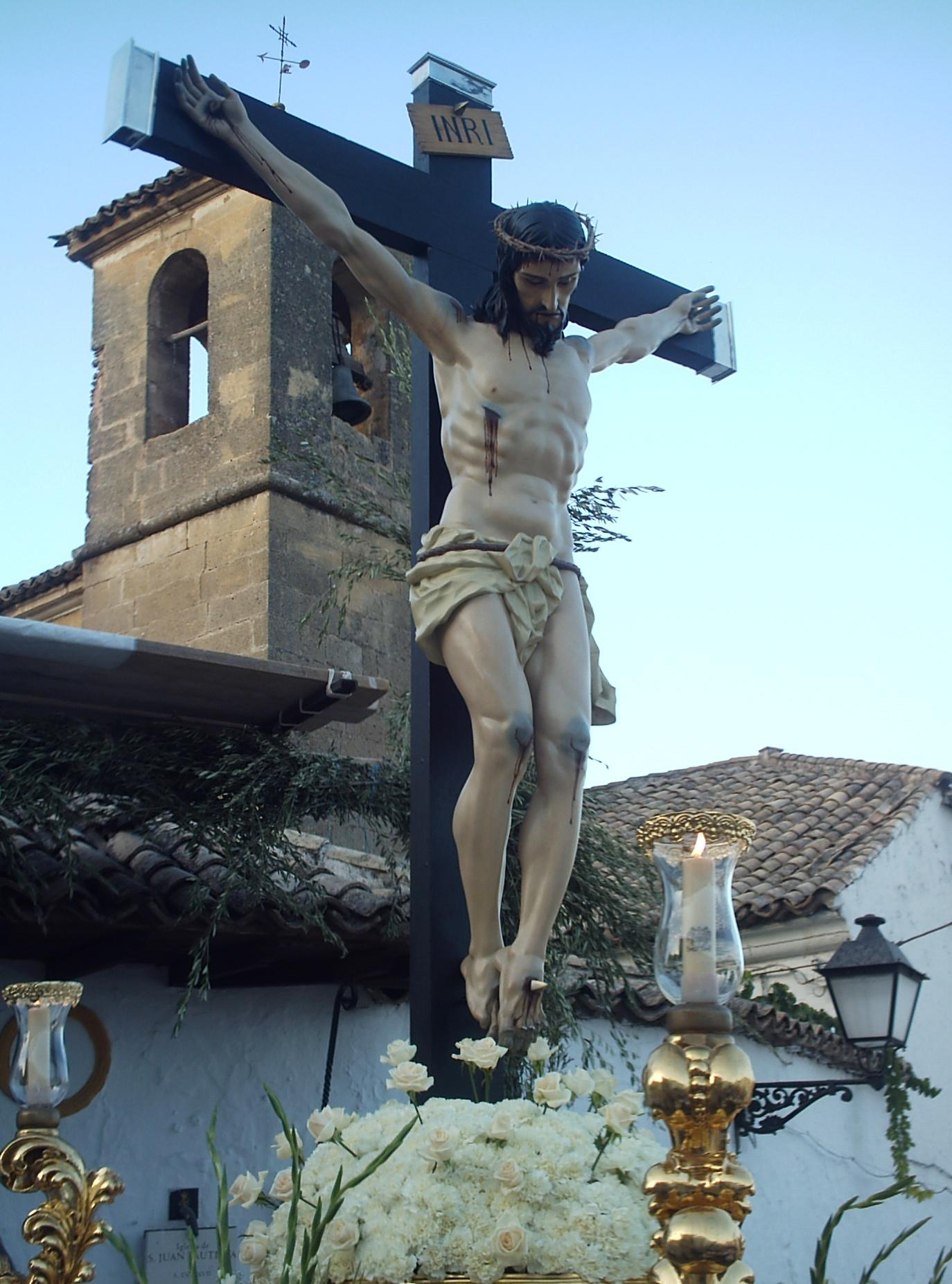
Stmo. Cristo de la Salud (Alcalá la Real).

## Madurez
Hacia 1930, se establece definitivamente en su propio taller y en los treinta años siguientes realiza lo más copioso de su producción, que a partir de entonces se decanta en el terreno religioso, debido a los acontecimientos derivados de la II República y la guerra civil. En Málaga y su provincia realiza numerosas imágenes procesionales entre las que cabe destacar la de Nuestro Padre Jesús Cautivo, de 1934, cuya devoción ha llegado al terreno de lo mítico y merecería estudio aparte.
Entre 1936 y 1946 es profesor interino de Metalistería en la Escuela de Artes y Oficios, reconstruyéndose bajo su dirección la reja del santuario de Nuestra Sra. de la Cabeza, confeccionando personalmente el grupo del Calvario y la corona.
En 1938 esculpe sobre un boceto de Manuel Garnelo la imagen de la Virgen de las Mercedes, patrona de Alcalá la Real. A partir de esa fecha, y en los siguientes 20 años, salen de su taller hasta unas 20 imágenes para dicha localidad y sus anejos, así como las imágenes del santuario del Cristo del Paño de Moclín, una inmaculada para Argentina y otra para Cúllar Vega. Por otro lado es de destacar la difícil labor de Martín Simón en la restauración de imágenes, retablos y altares parcialmente destruidos a consecuencia de la guerra o por el paso del tiempo como el de San José de Agustín de Vera del convento de Carmelitas Calzadas o el Nazareno de Pablo de Rojas, de la Basílica de la Virgen de las Angustias. Ejemplos de sus obras para Alcalá la Real son el Stmo. Cristo de la Salud, la Virgen de las Angustias, Señor de la Humildad y la Virgen de la Cabeza para esta localidad.

## Orfebre
No hay que olvidar tampoco su trayectoria como orfebre. Repuja numerosas placas como encargo del Centro Artístico, puertas de sagrario y coronas, destacándose entre estas últimas la de la Virgen del Carmen del citado convento de las Carmelitas Calzadas de Granada.
Desde 1960 realiza tallas y relieves por encargo de los HH. de San Juan de Dios, y que se encuentran dispersos por las casas de la Orden en España e Hispanoamérica. En Granada es bien conocido el frontal de plata que repuja para la basílica del Santo. Un San Juan de Dios para Gaucín es su última escultura de gran tamaño, pues los últimos años de su vida los dedica al repujado y a la talla de imagen de pocas dimensiones como la Inmaculada, copia de la de Cano pocos meses antes de su muerte acaecida en el año 1971.

## Escuela
Formó a escultores como a Antonio Cano Correa o Martínez Olalla y a orfebres como Manuel Calero Arquelladas.
Su obra como se ha dicho se encuadra en la gran escuela barroca granadina. Da a sus imágenes las notas del más puro estilo barroco: intimismo, paz, expresividad, dulzura, dolor resignado, sin llegar al patetismo ni a la tragedia. Concibe la escultura religiosa como instrumento que mueve a la devoción y a la piedad, por lo que huye de todo intelectualismo.
Es en resumen, uno de los últimos herederos de la tradición iniciada en los talleres del siglo XVI, contribuyendo con su obra a dar a la escultura granadina esa peculiaridad de sus imágenes que según Gallego Burín “acusan una concentración, una vida interior tan honda que la hacen las más emocionantes de la imaginería española”.

## Curiosidades
Se comenta, que tras esculpir la imagen de Nuestro Padre Jesús Cautivo quedó ciego, hecho incierto y que hay que atribuir a la leyenda.
Moclín (Granada) tiene una calle dedicada este artista. Para más información visita 